# 汪德臣
汪德臣（1222年—1259年） †，字舜辅，家出汪古部。又名田哥，巩昌府盐川镇（今甘肃省漳县）人，元朝政治人物。

## 生平
年少入侍阔端，1243年，袭封为巩昌府都总帅，领兵入四川。1248年，从蒙古攻打西羌。1251年，从汉中攻打隆庆府（今陕西省略阳县）。1253年，驻守益昌，筑城屯田而守，多次击败宋军。1258年，攻打宋朝成都府，攻克苦竹寨、长宁寨、青居寨。1259年，随蒙哥率军攻打合州钓鱼城，战斗中阵亡。

## 家族
父汪世显。子汪惟正、汪惟贤、汪惟和、汪惟能。

## 延伸阅读
[在维基数据编辑]
 《新元史/卷142》，出自柯劭忞《新元史》